# Pietro Maffi

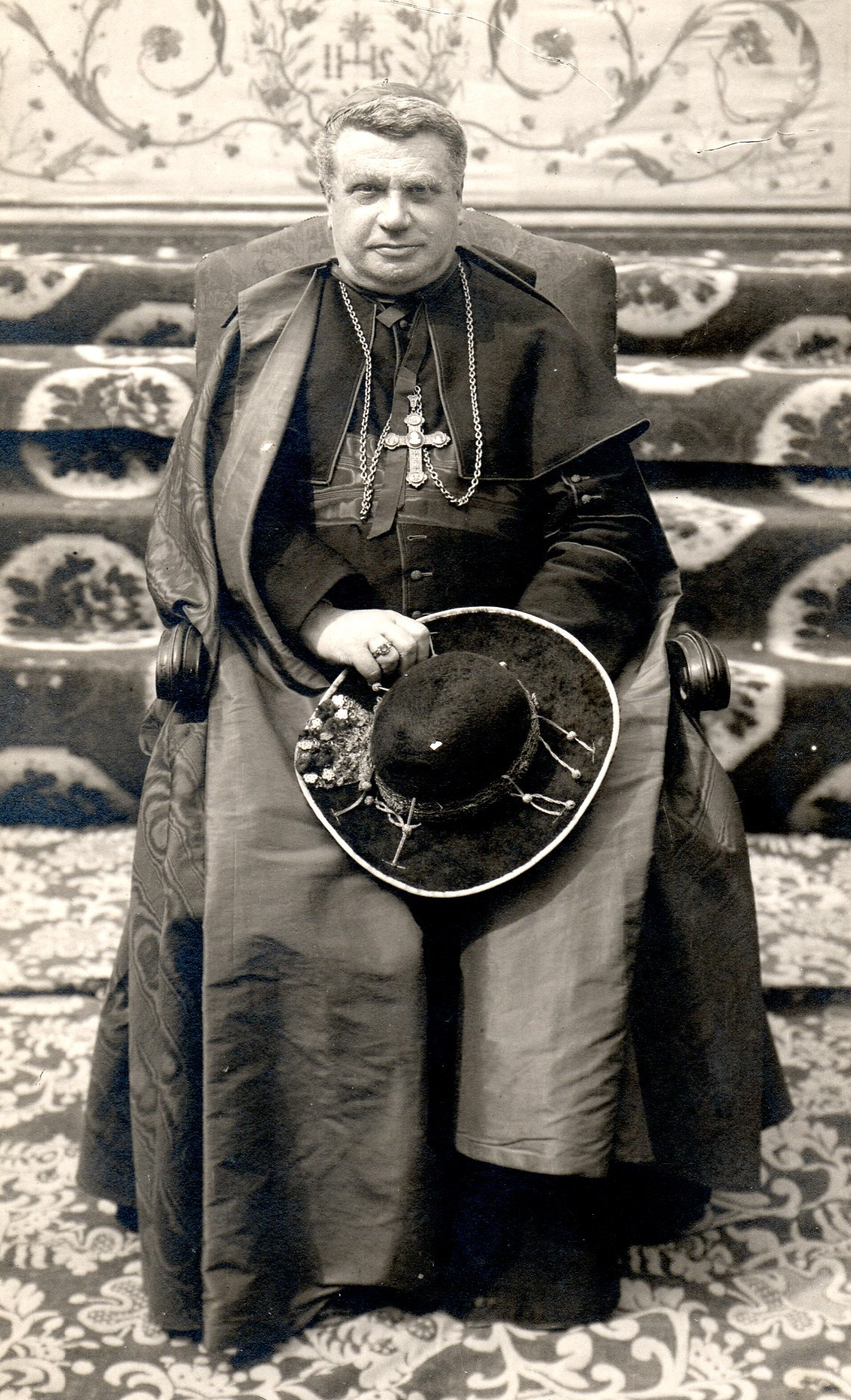
Pietro Kardinal Maffi

Kardinalswappen

 Pietro Kardinal Maffi  (* 12. Oktober 1858 in Corteolona, Provinz Pavia, Italien; † 17. März 1931 in Pisa) war Erzbischof von Pisa.

## Leben
Pietro Maffi erhielt seine philosophische und theologische Ausbildung im Priesterseminar von Pavia. Er schloss seine Studien mit einer Promotion zum Doktor der Theologie ab und empfing im Jahre 1881 das Sakrament der Priesterweihe. Anschließend arbeitete er als Dozent für die Fächer Systematische Philosophie und Naturwissenschaften am Priesterseminar von Pavia. Er gründete in Pavia ein Museum für Naturgeschichte und ein meteorologisches Observatorium. Darüber hinaus gab er viele Jahre lang eine Fachzeitschrift für Physik und Mathematik heraus. 1901 erhielt er die Ernennung zum Prosynodal-Examinator und wurde außerordentliches Mitglied der wissenschaftlichen Akademie von Parma.
Am 9. Juni 1902 ernannte ihn Papst Leo XIII. zum Titularbischof von Caesarea in Mauretania und zum Weihbischof im Erzbistum Ravenna. Die Bischofsweihe empfing Pietro Maffi zwei Tage später durch Lucido Maria Kardinal Parocchi in der Basilika Sankt Paul vor den Mauern; Mitkonsekratoren waren Erzbischof Felix-Marie de Neckere und Erzbischof Diomede Panici. Nur ein Jahr später wurde Pietro Maffi Erzbischof von Pisa. 1904 ernannte ihn der Papst zum Direktor und Verwalter des Vatikanischen Observatoriums. Im Konsistorium vom 15. April 1907 nahm ihn Papst Pius X. als Kardinalpriester mit der Titelkirche San Crisogono in das Kardinalskollegium auf. Pietro Maffi nahm in den Jahren 1914 und 1922 am Konklave teil. Vor erstgenanntem Konklave galt er als papabile, d. h. als Kandidat für die Nachfolge des verstorbenen Pius X. 1930 leitete er die Hochzeitsfeier des italienischen Kronprinzen Umberto mit Prinzessin Marie José von Belgien. Pietro Maffi starb am 17. März 1931 in Pisa und wurde in der dortigen Kathedrale Santa Maria Assunta bestattet.